# بيج سبيراناك
بيج رينيه سبيراناك (من مواليد 26 مارس 1993) لاعبة غولف محترفة سابقة لعبت غولف الكلية في كل من جامعة أريزونا وجامعة ولاية سان دييغو ، وفازت بتكريم مؤتمر ماونتن ويست خلال مواسم 2012-13 و 2013-14 ، وقادت فريق الأزتيك إلى أول بطولة مؤتمر ماونتن ويست في عام 2015.

## نشأتها
ولدت سبيراناك في ويت ريدج، كولورادو. كان والدها دان، عضوًا في فريق كرة القدم بجامعة بيتسبرغ بانثرز، الذي فاز ببطولة الكلية الوطنية عام 1976. كانت والدتها، أنيت، راقصة باليه محترفة. حصلت أختها الكبرى ليكسي على منحة جامعية رياضية، حيث تنافست ضمن فريق جامعة ستانفورد.